# Max Mitchell
Max Mitchell (Monroe, 12 ottobre 1999) è un giocatore di football americano statunitense che milita nel ruolo di offensive tackle per i New York Jets della National Football League (NFL).

## Carriera

### New York Jets
Al college Mitchell giocò a football all'Università della Louisiana. Fu scelto nel corso del quarto giro (111º assoluto) assoluto nel Draft NFL 2022 dai New York Jets. Fu nominato tackle destro titolare all'inizio della stagione regolare e disputò le prime quattro gare come partente prima di infortunarsi al ginocchio, venendo inserito in lista infortunati l'8 ottobre 2022. Tornò nel roster attivo il 26 novembre ma il 7 dicembre fu inserito nella lista degli infortuni non legati al football. La sua stagione da rookie si chiuse così con 5 presenze.